# Municipio de Rugāji
El municipio de Rugāju (en Letón: Rugāju novads) es uno de los ciento diez municipios de Letonia, que abarca una pequeña porción del territorio de dicho país báltico. Fue creado durante el año 2009 después de una reorganización territorial. La capital es la villa de Rugāji.

## Ciudades y zonas rurales
- Lazdukalna pagasts (zona rural)
- Rugāju pagasts (zona rural)

## Población y territorio
Su población se encuentra compuesta por un total de 2.679 personas (2009). La superficie de este municipio abarca una extensión de territorio de unos 512 kilómetros cuadrados. La densidad poblacional es de 5,23 habitantes por cada kilómetro cuadrado.